# Commiphora acuminata
Commiphora acuminata är en tvåhjärtbladig växtart som beskrevs av Mattick. Commiphora acuminata ingår i släktet Commiphora och familjen Burseraceae. Inga underarter finns listade i Catalogue of Life.